# Річард Солсбері
Річард Солсбері (англ. Richard Anthony Salisbury) — британський ботанік.

## Біографія

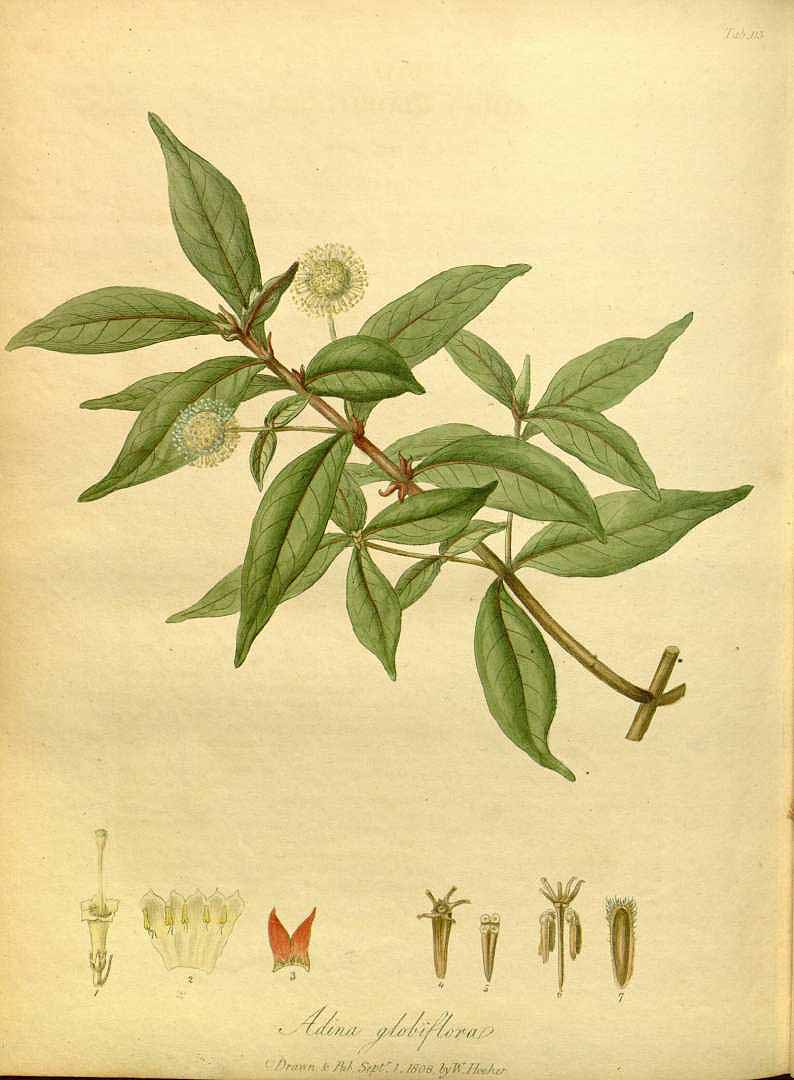
Adina pilulifera з книги «Paradisus Londinensis»

Народився під іменем англ. Richard Anthony Markham у місті Лідс. Вступив до Единбурзького університету, де познайомився з Джеймсом Смітом, відтак змінює своє ім'я на Солсбері. Після одруження та народження дітей його фінансовий стан погіршується і його навіть оголошують банкрутом. Однак у 1802 році фінансові справи налагоджуються, оскільки він купує будинок.
Річард Солсбері написав ботанічні описи до книги «Paradisus Londinensis» (1806–9), що була згодом проілюстрована Вільямом Хукером.
В 1809 році його призначають секретарем Садівничого товариства. Через складний характер вченого й відмову використовувати систему Карла Ліннея, його роботи ігнорують тогочасні ботаніки. Найбільшої шкоди його репутації завдала пригода з плагіатом у книжці, що Солсбері видав у співавторстві з садівником-аматором Джозефом Найтом англ. Joseph Knight «On the cultivation of the plants belonging to the natural order of Proteeae». У ній велика частина відведена опису видів, які Солсбері запозичив у Роберта Брауна. Оскільки їхня робота вийшла раніше за « On the Proteaceae of Jussieu» Брауна, багато видів ще досі вважаються описаними вперше Джозефом Найтом (оскільки книга мала його, а не Солсбері, ім'я на титулі).

## Окремі публікації
- Icones Stirpium rariorum, 1787
- Prodromus Stirpium in horto ad Chapel Allerton, 1796 [Архівовано 2 червня 2018 у Wayback Machine.]
- Dissertatio botanica de Erica, 1800
- The Paradisus Londinensis, 1805–1808
- Transactions of the Horticultural Society of London 1820 (contributions 1806–1811)
  - On the cultivation of the Polianthes Tuberosa. 1806. с. 41. Процитовано 1 листопада 2014. In Horticultural Society of London, (1820)
  - Observations on the different species of Dahlia. 1808. с. 84. Процитовано 1 листопада 2014. In Horticultural Society of London, (1820)
  - A short account of Nectarines and Peaches. 1808. с. 103. Процитовано 1 листопада 2014. In Horticultural Society of London, (1820)
  - Some account of the Red Doyenne Pear. 1811. с. 230. Процитовано 1 листопада 2014. In Horticultural Society of London, (1820)
  - On the cultivation of rare plants. 1812. с. 261. Процитовано 1 листопада 2014. In Horticultural Society of London, (1820)
  - On the cultivation of the Jamrosade. 1811. с. Appendix 11. Процитовано 1 листопада 2014. In Horticultural Society of London, (1820)
  - On the vegetation of high mountains. 1811. с. Appendix 15. Процитовано 1 листопада 2014. In Horticultural Society of London, (1820)
  - Description of a bank for Alpine Plants. 1811. с. Appendix 15. Процитовано 1 листопада 2014. In Horticultural Society of London, (1820)
- Salisbury, Richard Anthony; Gray, J. E. (1866). The Genera of Plants (Unpublished fragment). J. Van Voorst. Процитовано 26 жовтня 2014.